# Dieci giorni tra il bene e il male
Dieci giorni tra il bene e il male (Iyi Adamin 10 Günü)  è un film del 2023 diretto da Uluç Bayraktar, tratto dall'omonimo romanzo di Mehmet Eroglu e facente parte di una trilogia.

## Trama
Dopo aver abbandonato la sua vita da avvocato facoltoso, Sadik ha scelto di condurre la propria esistenza all'insegna del menefreghismo per evitare l'ennesima delusione da parte di chi gli è vicino. L'uomo abita da solo in un appartamento disastrato, guadagnandosi da vivere lavorando come investigatore privato per chiunque gli offra il giusto compenso: ad affidargli un caso particolarmente remunerativo ci pensa una madre in cerca del figlio, scomparso senza lasciare traccia da molti giorni, obbligando il detective ad immergersi nelle torbide acque della malavita turca fino a scoprire una tela di crimini e ricatti. Il ragazzo da ritrovare non è infatti il docile agnellino che la donna gli aveva descritto, e si è lasciato coinvolgere dalla criminalità locale in un giro che comprende traffico di umani, prostituzione ed omicidi efferati, ma i suoi "colleghi" non sembrano coinvolti in una sparizione che ha sorpreso tutti. Sadik, nonostante venga aggredito, minacciato e rapito, continua a cercare il giovane. Le ricerche si complicano e nuove piste lo conducono ad affrontare anche elementi del proprio passato. La vicenda principale si intreccia con altre storie che emergono nel corso del film, legate alla vita personale e professionale di Sadik. Durante l'indagine, Sadik conserva alcune abitudini caratteristiche del suo comportamento quotidiano come contare i numeri mentre attende, bere solo latte e guardare ripetutamente il film "Marlowe" del 1969, con cui dialoga durante le sue riflessioni. Attraverso flashback e indizi, emergono le ragioni del suo allontanamento dalla professione legale e si delinea il suo conflitto tra giustizia e legalità. Con il proseguire degli eventi, Sadik si impegna per una risoluzione che non sia solo buona ma anche giusta, coinvolgendosi attivamente sia nella trama principale sia nelle vicende collaterali che ne derivano.

## Distribuzione
Il film è stato distribuito sulla piattaforma Netflix a partire dal 10 febbraio 2023.
Nell'agosto 2023 è stato diffuso il sequel del film dal titolo Altri dieci giorni tra il bene e il male.